# Bergshammars socken
Bergshammars socken i Södermanland ingick i Jönåkers härad, ingår sedan 1971 i Nyköpings kommun och motsvarar från 2016 Bergshammars distrikt.
Socknens areal är 32,20 kvadratkilometer, varav 32,13 land. År 2000 fanns här 1 225 invånare. Tätorten och kyrkbyn Bergshammar med sockenkyrkan Bergshammars kyrka ligger i socknen. 

## Administrativ historik
Bergshammars socken har medeltida ursprung. Den omtalas i dokument första gången 1327 (et parochia Bierxhamarh). Närke äng hörde fram till 1573 till Bergshammars socken, men överfördes därefter till Tuna och senare Tunabergs socken. Väderbrunn överfördes 1864 genom kunglig beslut från Sankt Nicolai socken till Bergshammars socken.
Vid kommunreformen 1862 övergick socknens ansvar för de kyrkliga frågorna till Bergshammars församling och för de borgerliga frågorna till Bergshammars landskommun. Landskommunen inkorporerades 1952 i Jönåkers landskommun som 1971 uppgick i Nyköpings kommun. Församlingen uppgick 2006 i Kiladalens församling.
1 januari 2016 inrättades distriktet Bergshammars, med samma omfattning som församlingen hade 1999/2000.  
Socknen har tillhört län, fögderier, tingslag och domsagor enligt vad som beskrivs i artikeln Jönåkers härad.  De indelta soldaterna tillhörde Södermanlands regemente, Livkompaniet och Livregementets grenadjärkår, Södermanlands kompani. De indelta båtsmännen tillhörde Andra Södermanlands båtsmanskompani.

## Geografi

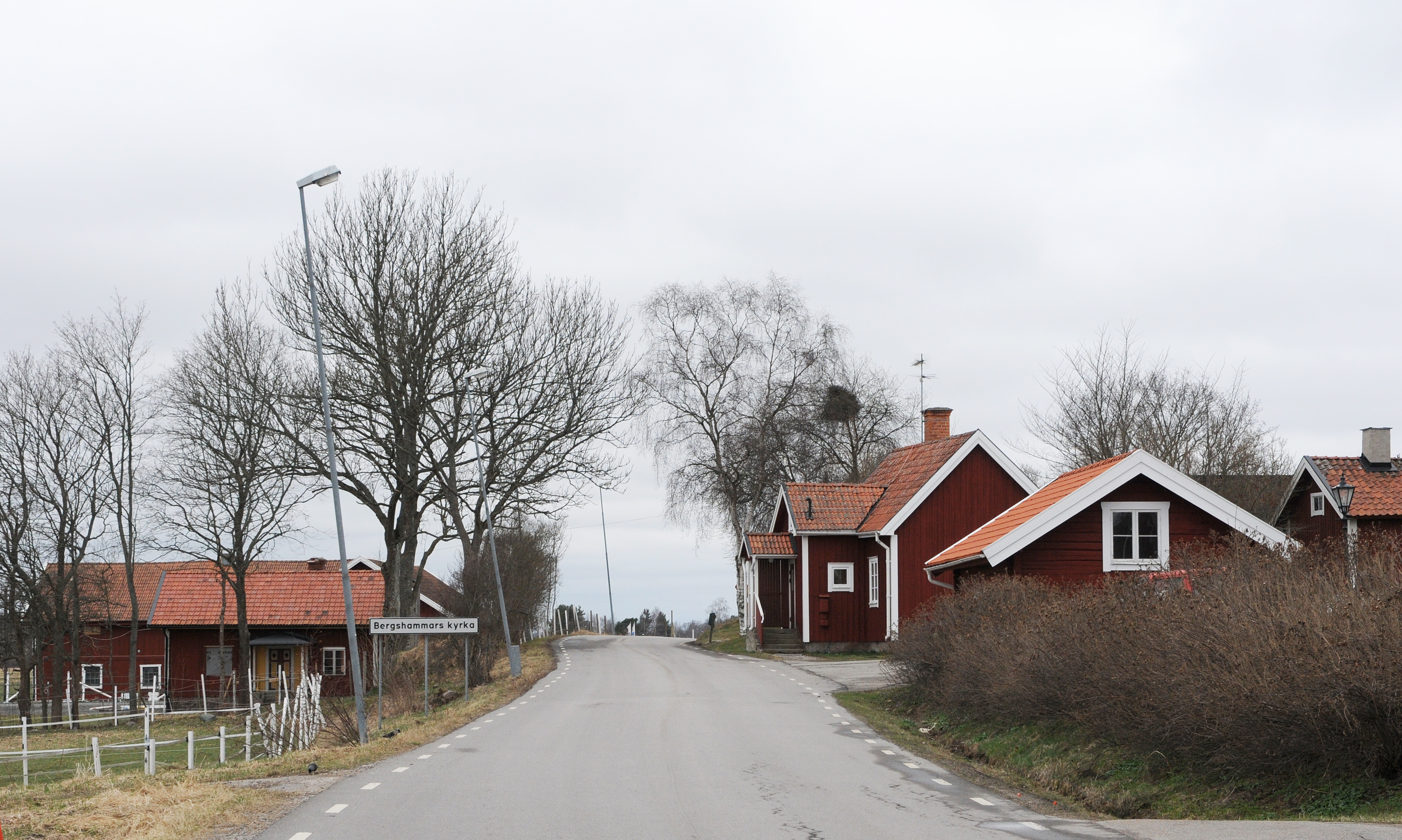
Tätorten Bergshammar.

Bergshammars socken ligger sydväst om Nyköping kring Kilaån och norr om Kolmården som avskiljs från Kiladalen av en förkastningsbrant. Socknen är en odlad slättbygd i norr och kuperad skogsbygd i söder.
Socknen genomkorsas av europaväg 4 samt Södra stambanan.
Socknen avgränsas i norr samt i öster av Sankt Nicolai socken. "Tresockenmötet" Bergshammar-Sankt Nikolai-Tunaberg ligger i Marsviken utanför Fredö udd. I söder gränsar socknen mot Tunabergs socken. I väster ligger Tuna socken. Gränsen mellan Bergshammar och Tuna går rakt igenom östra delen av Svalsta tätort så att östligaste delen av Svalsta ligger i Bergshammar och den västra (största) delen ligger i Tuna.
Kring kronoegendomen Väderbrunn, i socknens norra del var fram till 1890 den av Johan Theofil och Hjalmar Nathorst 1841-55 organiserade lantbruksskolan förlagd.

## Fornlämningar
Från bronsåldern finns spridda grupper av gravar. Från yngre järnåldern finns några gravfält. I den södra skogsbygden finns rester från järnhyttor. Vid Stora Glashyttan har man bedrivit glastillverkning.

## Namnet
Namnet (1286, Bierxhamarh) kommer från kyrkbyn. Namnet innehåller berg och hammar, 'stenig höjd, stenbacke' syftande på en markerad höjd invid kyrkan.